# Шахматы в СССР (журнал)
См. также: Шахматы в СССР (история)
«Ша́хматы в СССР» — советский шахматный ежемесячный журнал, печатный орган Шахматной федерации СССР. Журнал был основан в 1921 году. По состоянию на 1987 год распространялся в 50 странах мира, общий тираж 52 тысячи экземпляров.
В 1995 году журнал был переименован в «Шахматы в России». В 1999 году журнал перестал выходить.

## История
- 1921 год: начал издаваться «Листок шахматного кружка Петрогубкоммуны». Первый номер 20 апреля (как и все последующие) действительно представлял собой листок: на лицевой стороне были приведены две шахматные партии, ещё две и хроника шахматных событий располагались на оборотной стороне. Тираж составлял 200 экз. К концу года были выпущены 34 листка (тираж вырос до 500 экз.), затем издание было приостановлено.
- В августе 1922 года издание переименовано в «Шахматный листок» и стало журналом, органом Петроградского шахматного собрания (тираж до 1 тыс. экз.). В 1923 году журнал участвовал в кампании по созданию Всероссийского шахматного союза, после чего стал его печатным органом. После III Всесоюзного шахматного съезда (1924) журнал был передан Всесоюзной шахматной секции Высшего совета физической культуры.
- В 1931 году с 13-го номера журнал получил название «Шахматы в СССР». Первые годы печатался в Ленинграде, с 1938 года — в Москве. В период Великой Отечественной войны (1941—1945) журнал не выходил.
- В 1992 году объединён с «Экспресс-шахматы» и переименован в «Шахматный вестник».
- В 1995 году переименован в «Шахматы в России».
- С июня 1999 года выпуск журнала прекращён.

Редакторами издания были:
- Самуил Вайнштейн (до 1925 года).
- Александр Ильин-Женевский (1925—1930 и 1936—1937 годы).
- Л. Ф. Спокойный (1933—1936).
- В. Е. Герман (1938—1940, 1945—1946).
- В. В. Гольцев (1940—1941).
- Вячеслав Рагозин (1946—1962).
- Юрий Авербах (с № 5 1962 года)[1].

## Деятельность
Основные задачи и направления деятельности журнала:
- Освещение актуальных мировых событий шахматной жизни.
- Повышение шахматной квалификации читателей, публикация справочных и исследовательских материалов по шахматной теории и истории шахмат.
- Содействие организации шахматного движения в стране, организации соревнований и конкурсов.
- Анализ деятельности республиканских шахматных федераций и клубов.

Постоянные разделы журнала:
- Партии
- Теория
- Творческая трибуна
- Наша школа
- Из классического наследия
- История и современность
- Шахматы — добрый спутник
- За рубежом
- Композиция
- Письма читателей
- Архив

и другие.
Журнал проводил ежегодные конкурсы шахматных этюдов и задач, в которых участвовали лучшие отечественные композиторы.